# Ted Wigren
Ted Göran Wigren, född 18 september 1974, är en svensk journalist och programledare. 
Wigren är sedan år 2000 en av flera programledare, nyhetsankare, på SVT:s olika nyhetsprogram, däribland Gomorron Sverige, Rapport och sedan 2018 en av huvudprogramledarna i Morgonstudion.